# Château de Paulin
Le château de Paulin est un édifice fortifié, situé dans la commune de Paulinet, dans le département du Tarn en France et inscrit aux monuments historiques depuis le 2 janvier 1986.

## Situation
Ce château fait partie d'une série de lieux fortifiés gardant les rives du Dadou. Il est construit dans un nid d'aigle sur un rocher qui domine les gorges du ruisseau de l'Oulas de plus de cent mètres.

## Historique
Une trace écrite datant du Xe siècle fait du château de Paulin un des plus anciens du Languedoc. En 1331, il est pris par des grandes compagnies de routiers pendant la guerre de Cent Ans. Ils ne quitteront les lieux qu'en 1384 contre rançon. Durant les guerres de Religion, il appartient à la famille de Rabastens dont un des membres est un leader protestant important dans la région. Il choisit cependant d’organiser ses expéditions guerrières à partir d'autres sites. Par la suite, les remaniements ont rendu le séjour plus confortable : il a perdu ses remparts et ouvrages avancés, ne restant que le donjon. Une demeure plus récente aménagée au XVIe siècle et XVIIIe siècle témoigne de l'habitation continue du site. L'aile sud a été entièrement reprise au XIXe siècle. Le château a été restauré depuis les années 1970, le sauvant de la ruine.

## Description
Le château est construit en schiste sur une barre rocheuse de même nature, la construction se confondant parfois avec son support. Des caves voûtées anciennes datent du château médiéval. Le logis est en deux parties en forme de L qui ne communiquent pas : les étages ne coïncident pas. Le plus proche du donjon a des ouvertures à meneau. Il reste quelques canonnières et traces de fortifications arasées, vestiges du passé guerrier du site et de belles cheminées dont une gothique. Des clés de voûte portent en sculpture le lion de la famille de Rabastens.